# Paul Flesch
Paul Flesch, né le 3 décembre 1870 à Diekirch et mort le 27 juin 1955 à Bridel, est un architecte, urbaniste et homme politique luxembourgeois.

## Biographie
Il travaille à Esch-sur-Alzette, où il réalise notamment le lycée de garçons, la poste et divers bâtiments privés.
De 1926 à 1928, il siège à la Chambre des députés pour le Parti radical.
En 1933 il fut nommé chevalier de la Légion d'honneur.